# Serge Bozon

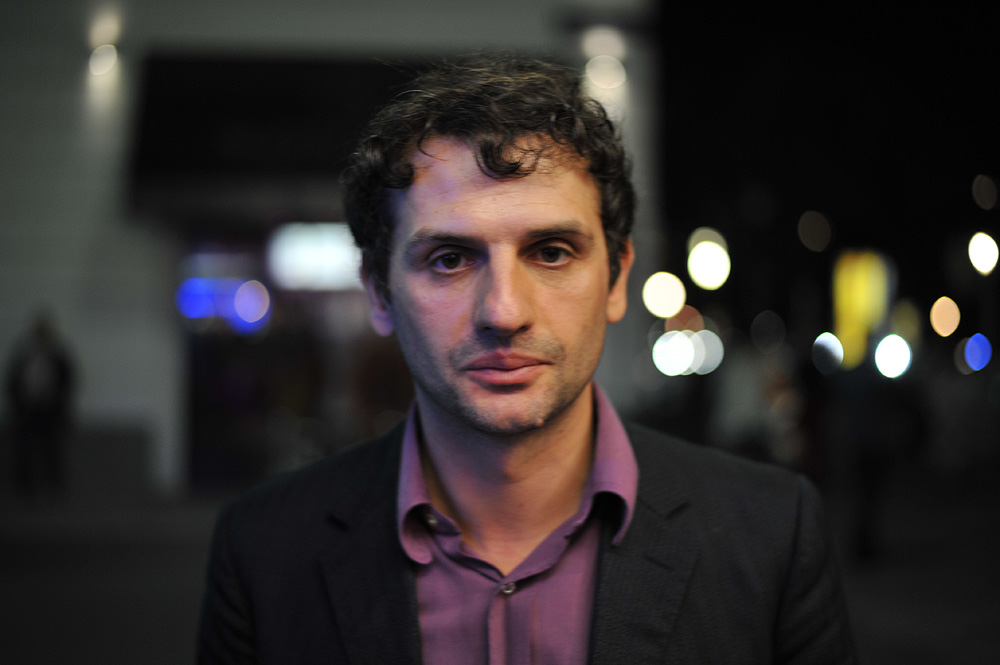
Serge Bozon

Serge Bozon (* 1972 in Lyon) ist ein französischer Regisseur, Filmkritiker und Schauspieler.

## Biografie
Nach einer Matura in Film in Lyon zog Serge Bozon nach Paris, wo er die Drehbuchautorin und Regisseurin Axelle Ropert kennenlernte. Sie schreibt die Drehbücher für seine Filme. Gemeinsam haben sie zwei Kinder. Serge Bozon ist der Bruder der Kamerafrau Céline Bozon.

### Arbeit als Regisseur
1998 erschien sein erster langer Spielfilm, L'Amitié, den er in nur neun Tagen als Low-Budget-Produktion gedreht hatte.
Jean-Claude Biette brachte ihn zur Arbeit als Kritiker bei der Filmzeitschrift Trafic. Bozon schrieb ebenso für La Lettre du cinéma. Er arbeitete auch mit Vertigo und dem Cahiers du cinéma zusammen.
Er nahm mehrere Filmprojekte in Angriff, die jedoch nicht realisiert wurden, unter anderem einen Film, der für Bill Murray und Leonor Silveira geschrieben wurde. 2002 setzte er dann Mods um, seinen zweiten langen Spielfilm. Diesmal ging es sehr schnell: die Idee zum Film wurde im Februar 2002 entwickelt, die Dreharbeiten fanden im Mai statt. Mods erschien 2003, und wurde am Festival von Belfort mit dem Prix Léo Scheer ausgezeichnet, sowie an weiteren Festivals gezeigt, unter anderem dem Locarno Film Festival.
2007 wurde La France in der Sektion Quinzaine des cinéastes (ehem. Quinzaine des réalisateurs) am Festival von Cannes uraufgeführt. Der Film wurde an weiteren Festivals gezeigt, und unter anderem mit dem Prix Jean-Vigo ausgezeichnet.
Gemeinsam mit der Regisseurin Pascale Bodet organisierte Bozon im November 2010 im Centre Pompidou eine Veranstaltungsreihe mit dem Titel « Beaubourg, la dernière major », die 100 Jahre der französischen Kinogeschichte beleuchtet. In diesem Zusammenhang drehte er L'Imprésario, einen dokumentarisch-fiktionalen Film.
2013 erschien sein vierter Langfilm: Tip Top. Der Film feierte seine Premiere in der Quinzaine des cinéastes am Festival von Cannes.
2015 drehte er L'Architecte de Saint-Gaudens, einen musikalischen Kurzfilm, den er gemeinsam mit der Choreografin Julie Desprairies umsetzte, mit der Musik von Mehdi Zannad, der auch als Schauspieler und Sänger im Film auftritt. Der Film wurde unter anderem am Festival von Locarno gezeigt.
Auch sein nächster Langfilm Madame Hyde wurde am Filmfestival von Locarno uraufgeführt, im August 2018, wo Hauptdarstellerin Isabelle Huppert als beste Darstellerin ausgezeichnet wurde.
Mit Don Juan war Bozon 2021 zurück in Cannes, wo der Film in der Sektion Cannes Premieres uraufgeführt wurde.

### Arbeit als Schauspieler
Nebst seiner Arbeit als Regisseur und Filmkritiker war Serge Bozon auch als Schauspieler tätig, sowohl in seinen eigenen Filmen als auch in denen anderer Regisseure und Regisseurinnen. Er arbeitete mit Regieleuten wie Judith Cohen, Cédric Kahn, Jean-Paul Civeyrac, Valérie Donzelli oder Mathieu Amalric zusammen.

## Einflüsse
Anlässlich der Veröffentlichung seines zweiten langen Films Mods drückte Serge Bozon aus, dass er die Filme von Raoul Walsh, Fritz Lang, Otto Preminger, Howard Hawks, Samuel Fuller, Leo McCarey, Jacques Tourneur, Nicholas Ray bewundert («adore»). Nichtsdestotrotz glaubt er nicht, dass sie seine Arbeit bedeutend beeinflussen. Künstlerisch beeinflusst fühlt er sich vornehmlich von Jean-Claude Biette, Pierre Zucca, Jean-Claude Guiguet, Pierre Léon, Paul Vecchiali, oder Marie-Claude Treilhou, die zur Nouvelle Vague gezählt werden. Er gibt an, ihren Geschmack für Intrigen, sowie für verrückte Figuren («personnages loufoques») zu lieben, ihre Freiheit was die Form anbelangt sowie die Tonalität ihres Humors.

## Filmografie

### Als Regisseur
- 1998: L'Amitié
- 2003: Mods
- 2007: La France
- 2013: Tip Top
- 2018: Madame Hyde
- 2021: Don Juan

### Als Schauspieler (Auswahl)
- 1995: La Croisade
- 1998: L'Amitié
- 1998: Meine Heldin (L'Ennui)
- 1999: La révolution sexuelle n'a pas eu lieu
- 1999: Geschichten von Liebe und Tod (Les Passagers)
- 2002: Le Doux Amour des hommes
- 2003: Mods
- 2003: Les Jours où je n'existe pas
- 2003: L'Éclaireur
- 2005: Mystification ou l'Histoire des portraits
- 2006: Etoile Violette
- 2009: L'Idiot
- 2009: Familie Wolberg (La Famille Wolberg)
- 2009: Königin der Herzen (La Reine des pommes)
- 2009: Les Derniers Jours du monde
- 2011: Das Leben gehört uns (La Guerre est déclarée)
- 2011: Main dans la main
- 2012: Je sens le beat qui monte en moi
- 2013: La Vie parisienne
- 2013: Sagen Sie mal „A“! (Tirez la langue, mademoiselle)
- 2014: Das blaue Zimmer (La Chambre bleue)
- 2015: C'est l'amour
- 2016: La Prunelle de mes yeux
- 2023: Rosalie